# Palaeeudyptes klekowskii
Palaeeudyptes klekowskii (лат.) — один из видов вымерших пингвинов рода Palaeeudyptes, размером несколько больший, чем императорский пингвин.
По результатам исследования обширной коллекции ископаемых костей позднего эоцена (37—34 млн лет назад) в формации Ла-Месета на острове Сеймур, части Антарктического полуострова, P. klekowskii поначалу не признавался в качестве самостоятельного вида, и, несмотря на кажущуюся невероятность сосуществования двух близкородственных видов подобного размера, как Palaeeudyptes gunnari (Wiman, 1905) и P. klekowskii (Myrcha, Tatur & del Valle, 1990), количество ископаемого материала даёт возможность предположить, что эти два вида действительно отличаются.
В начале 2014 года доктор Каролина Акоста Оспиталече из Музея Ла-Плата в Аргентине нашла на острове Сеймур скелет P. klekowskii, состоящий только из десятка костей: крыльев и задних конечностей. Позже ею были найдены крупный фрагмент крыла и цевка (кость ноги, расположенная между голенью и пальцами), достигающая в длину 9,1 см. Сравнив цевки у других видов пингвинов, Оспиталече предположила, что длина P. klekowskii от клюва до кончиков пальцев составляла 2,01 м, благодаря чему он мог глубже нырять и дольше оставаться под водой, добывая рыбу — до 40 минут. Вес его составлял 115 килограммов, что разительно отличается от физиологических данных императорского пингвина — 46 кг и 1,3 м. Однако, палеонтолог Дэн Ксепка, открывший крупнейшую летающую птицу — Pelagornis sandersi, сказал, что такая реконструкция длины туловища может оказаться ненадёжной, так как пропорции тела древних пингвинов отличались от современных.